# Christian Dräger
Christian Dräger (* 13. Juli 1934 in Berlin; † 30. November 2024) war ein deutscher Unternehmer, Kunstsammler und Mäzen.

## Leben

### Beruf
Christian Dräger wurde als Sohn des Lübecker Unternehmers Heinrich Dräger in Berlin geboren, wo er zunächst aufwuchs und die Schule besuchte. Später wohnte er in Kükels bei Bad Segeberg. Er unterbrach seine Schulausbildung für eine Lehre als Feinmechaniker in Schwenningen, wo er auch sein Abitur ablegte. Zu seinen Lehrern an dieser letzten Schule gehörte der spätere SPD-Bundespolitiker Erhard Eppler. Dräger studierte Betriebswirtschaftslehre und Wirtschaftsgeschichte in Wien und München, wo er 1966 Über den angemessenen kalkulatorischen Gewinn bei öffentlichen Aufträgen promovierte. 1961 trat er in Lübeck als Leiter der betriebswirtschaftlichen Abteilung in das familieneigene Drägerwerk ein. 1970 wurde er Mitglied des Vorstandes, 1984 übernahm er von seinem Vater Heinrich Dräger den Vorsitz des Vorstandes. Mit dem Generationswechsel in der Familie Dräger trat er zunächst in den Aufsichtsrat des Unternehmens ein.

### Interessen
Als Kunstsammler spezialisierte sich Christian Dräger auf Zeichnungen der Goethe-Zeit und der deutschen Romantik. Teile dieser Sammlung übertrug er dem Lübecker Museum Behnhaus, das in Lübeck für die Kunst des 18. und 19. Jahrhunderts steht und von der Familie Dräger schon seit Jahrzehnten gefördert wird. Neben dem Behnhaus förderte Dräger das Theater Lübeck und die Handschriftenabteilung der Stadtbibliothek wie auch deren Bestände an Inkunabeln. 
Zusätzlich war Dräger Kuratoriumsmitglied der Internationalen Martin Luther Stiftung.
Zuletzt beschäftigte er sich mit wirtschaftspsychologischen Themen, besonders mit den Zusammenhängen zwischen Existenzgründung, Scheitern und erfolgreicher Wiedergründung.

### Familie
Ab 1962 war Christian Dräger mit Gertrud Bohner verheiratet. Aus der Ehe gingen vier Kinder hervor. Der älteste Sohn Stefan ist Vorstandsvorsitzender des Familienunternehmens.

## Würdigungen
- Die Gesellschaft zur Beförderung gemeinnütziger Tätigkeit verlieh ihm 2007 ihre Denkmünze.
- 2013 erhielt Dräger die jährlich vom Arbeitskreis selbständiger Kultur-Institute e. V. (AsKI) verliehene Maecenas-Ehrung. Damit wurden „seine beispielgebenden Verdienste um die Förderung des kulturellen Lebens in Deutschland und der Hansestadt Lübeck“ gewürdigt.[4]
- Am 30. August 2014 erhielt er die Gedenkmünze Bene Merenti, die höchste Auszeichnung der Hansestadt Lübeck. Dies war die 56. Verleihung und die zehnte nach 1949.[5] Am 19. März 2019 wurde er mit dem James-Simon-Preis ausgezeichnet.[6]

## Veröffentlichungen
- Gedanken zur unternehmerischen Verantwortung. Reden und Schriften 1974 bis 2002. Hrsg. Welf Böttcher. Christians, Hamburg 2003 ISBN 978-3-7672-1422-4
- Scheitern als Businessbeschleuniger. Familienunternehmer und Gründer im Gespräch. Mit Alice Moustier. August Dreesbach Verlag, München 2003 ISBN 978-3-96395-041-4